# Лунный рыцарь (сериал)
«Лу́нный ры́царь» (англ. Moon Knight) — американский мини-сериал, созданный Джереми Слейтером для сервиса потокового вещания Disney+ и основанный на одноимённом персонаже комиксов издательства Marvel Comics. Шестой по счёту телесериал в рамках медиафраншизы «Кинематографическая вселенная Marvel» (КВМ), часть Четвёртой фазы. Проект разрабатывался компанией Marvel Studios со Слейтером в качестве главного сценариста и Мохамедом Диабом в качестве главного режиссёра.
Оскар Айзек сыграл в сериале Марка Спектора / Лунного рыцаря и Стивена Гранта / Мистера Найта, две личности одного мужчины, страдающего диссоциативным расстройством идентичности. Другие роли сыграли Мэй Каламави, Карим Эль-Хаким, Ф. Мюррей Абрахам, Итан Хоук, Энн Акинджирин, Дэвид Гэнли. Премьерный показ сериала, включающего шесть эпизодов, проходил с 30 марта по 4 мая 2022 года. «Лунный рыцарь» получил положительные отзывы критиков и зрителей, особо отметивших игру Айзека и Хоука и более тёмную тональность по сравнению с другими сериалами КВМ.

## Сюжет
Главный герой сериала — Марк Спектор, наёмник, страдающий диссоциативным расстройством идентичности. Он оказывается втянут в смертельную тайну, связанную с египетскими богами, вместе со своими множественными личностями, в числе которых Стивен Грант.

## Актёры и персонажи
- Оскар Айзек — Марк Спектор / Лунный рыцарь, Стивен Грант / Мистер Найт и Джейк Локли, еврейско-американский наёмник с диссоциативным расстройством идентичности, который становится аватаром египетского бога луны Хонсу[1][2][3]. Исполнительный продюсер сериала Кевин Файги ещё на стадии съёмок описал Спектора как «жестокого» героя боевика[4][5] и пообещал, что эта жестокость не будет проигнорирована в сценарии[5]. Каждая из личностей Спектора из его расстройства — отдельный персонаж со своими особенностями[6]. Это Стивен Грант, робкий сотрудник британского сувенирного магазина, страдающий от провалов в памяти и воспоминаний о другой жизни[1], и Мистер Рыцарь, детектив, который носит костюм[7]. Айзек использовал для Спектора собственный американский акцент, а для Гранта — британский акцент, намеренно «странный» и неубедительный[8]. Во втором случае он вдохновлялся опытом английского актёра Карла Пилкингтона из комедийного трэвел-сериала «Простак за границей», использовавшего акцент кокни[9], прислушивался к акцентам еврейской общины Энфилда[10]. Брат Айзека Майкл Бенджамин Эрнандес стал его дублёром[11], получив за это прозвище «Морк Сфинктер»[12] Грант, по словам Айзека, «не обладает отличными социальными навыками и говорит неправильные вещи в неподходящее время», он «совершенно искренен» и «жаждет общения». Когда две личности узнают друг о друге, Гранту сложно общаться со Спектором[2]. Мистер Найт использует знания Гранта о Древнем Египте для мирного решения возникающих вопросов и разгадки шифров, контрастируя с Лунным рыцарем Спектора[3]. Карлос Санчес и Дэвид Джейк Родригес сыграли Марка в образе ребёнка и подростка соответственно.
- Мэй Каламави — Лейла Эль-Фаули / Алый скарабей, археолог[13], жена Спектора, знающая, что он — Лунный рыцарь[14]. По настоянию режиссёра Мохамеда Диаба её сделали египтянкой[15]. Каламави описывает своего персонажа как человека с «травмой, которую трудно исцелить», который «глубоко копается в себе» и «развивает уверенность и веру в собственные способности», помогая Спектору[16].
- Карим Эль-Хаким и Ф. Мюррей Абрахам — Хонсу, египетский бог луны, ставший изгоем из-за того, что вёл личную войну (возможно, несправедливую). По словам Джереми Слейтера, это «властное, сопливое и мстительное» божество, склонное к вспышкам гнева, но при этом неуверенное в себе[2]. Эль-Хаким сыграл персонажа на площадке[3], Мюррей Абрахам озвучил[17].
- Итан Хоук — Артур Хэрроу, религиозный фанатик и лидер культа, связанного с богиней Амат, во имя справедливости судящий людей за преступления, которые они совершат в будущем[18], предыдущий аватар Хонсу[14]. Хоук работал в тандеме с Айзеком, чтобы показать Хэрроу как противоположность Спектору[19], и видел персонажа как смесь монаха и врача[20]. Он вдохновлялся опытом сектанта Дэвида Кореша[21], психиатра Карла Юнга[22], кубинского революционера Фиделя Кастро, Далай-ламы, писателя Льва Толстого, телевангелиста-пятидесятника Джимми Сваггерта, нацистского доктора Йозефа Менгеле, образом медсестры Рэтчед[19], вопросом о том, был ли соучредитель Apple Inc. Стив Джобс «плохим парнем»[5].
- Энн Акинджирин — Бобби Кеннеди, офицер полиции, последовательница культа Хэрроу[23].
- Дэвид Гэнли — Билли Фитцджеральд, офицер полиции, последователь культа Хэрроу[23].
- Халид Абдалла — Селим, аватар Осириса, глава совета египетских богов[18].
- Гаспар Ульель — Антон Могарт, состоятельный коллекционер из Египта и старый знакомый Лейлы[24][25][26].
- Антония Салиб — Таурт, египетская богиня плодородия, покровительница матерей и детей[27]. Салиб сыграла персонажа через захват движений и озвучку[27].
- Фернанда Андранде — Венди Спектор, мать Марка и жена Элиаса[28].
- Рей Лукас — Элиас Спектор, отец Марка и муж Венди[29].
- София Дану и Саба Мубарак — Амат, заключённая в камень египетская богиня, которую Хэрроу планирует освободить. Амат, известная как «Пожирательница мёртвых», планирует вынести свой упреждающий приговор всему человечеству. Дану сыграла на съёмочной площадке, Мубарак озвучила персонажа[30][31].

Люси Теккерей, Саффрон Хокинг и Александр Кобб сыграли коллег Гранта (Донну, Дилана и Джей-Би соответственно), Шон Скотт — Кроули, живую статую, Диана Бермудес — Ятциль, аватара египетской богини любви Хатхор, Лоик Мабанза — Бека, телохранителя Могарта, Клаудио Фабиан Контрерас — Рэндалла Спектора, младшего брата Марка.

## Список серий
| № | Название                                        | Режиссёр                      | Автор сценария                                                                                       | Дата премьеры  |
| --- | ----------------------------------------------- | ----------------------------- | --- | -------------- |
| 1 | «The Goldfish Problem» «Проблема золотой рыбки» | Мохамед Диаб                  | Джереми Слейтер                                                                                      | 30 марта 2022  |
| Работник исторического музея Стивен Грант страдает от провалов в памяти и воспоминаний о другой жизни. Однажды он становится свидетелем собрания поклонников таинственного культа во главе с Артуром Хэрроу. Последний требует у Гранта скарабея, но тот не отдаёт из-за сопротивления второй своей личности. Бог луны Хонсу спасает Гранта. Проснувшись у себя дома, герой замечает, что у его золотой рыбки Гаса вырос второй плавник. Из-за пропущенного свидания он понимает, что выпал из жизни на два дня. Позже Грант находит в квартире спрятанный телефон и ключ-карту, ему звонит загадочная женщина по имени Лейла, которая называет его Марком. На следующий день в музей приходит Хэрроу, который рассказывает, что он слуга богини Амат. Той же ночью Хэрроу, пытаясь получить скарабея, вызывает монстра-шакала, который нападает на Гранта в музее. Марк Спектор с согласия Гранта берёт контроль над его телом, превращается в Лунного рыцаря и убивает монстра. |                                                 |                               | |                |
| 2 | «Summon the Suit» «Призови костюм»              | Джастин Бенсон и Аарон Мурхед | Майкл Кастелин                                                                                       | 6 апреля 2022  |
| На следующее утро Грант просыпается дома. Выясняется, что монстр-шакал остался невидим для камер наблюдения, и за нанесённый им ущерб Стивена увольняют. Используя найденную ключ-карту, герой приходит в хранилище с оружием, деньгами и скарабеем. «Отражение» Гранта рассказывает о себе: это Марк Спектор, ещё одна личность, живущая в теле Стивена, американский наёмник и нынешний аватар Хонсу. Спектор пытается убедить Гранта дать ему контроль над общим телом, но тот отказывается и убегает, а позже сталкивается с Лейлой — женой Спектора. Она объясняет, что охотится за скарабеем вместе с мужем. Гранта арестовывают два полицейских, которые, как выясняется, работают на Хэрроу. Последний рассказывает Гранту, что был предыдущим аватаром Хонсу, пока не перешёл на сторону Амат, и что скарабей указывает путь к её могиле. Хэрроу намерен воскресить богиню, чтобы она очистила человечество от зла, уничтожив всех, кто совершил или совершит злодеяния. Лейла спасает Гранта, но Хэрроу вызывает другого монстра-шакала. Стивену удаётся призвать волшебный костюм, похожий на костюм Спектора, и сразиться с шакалом. Он позволяет Спектору взять тело под свой контроль, тот убивает шакала, но теряет скарабея, которого находит Хэрроу. Герои отправляются в Египет. |                                                 |                               | |                |
| 3 | «The Friendly Type» «Дружелюбный тип»           | Мохамед Диаб                  | Бо ДеМайо, Питер Кэмерон и Сабир Пирзада                                                             | 13 апреля 2022 |
| Хэрроу и его последователи находят гробницу Амат. В Каире Спектор и Грант несколько раз теряют контроль над телом. Хонсу вызывает солнечное затмение, из-за этого остальные египетские боги и их аватары собираются на совет и вызывают Спектора в комнату внутри пирамиды Хеопса. Хонсу и Спектор убеждают богов судить Хэрроу за его планы освободить Амат. Хэрроу отвергает обвинение и убеждает богов, что Хонсу лжёт и плохо обращается со Спектором. Боги позволяют Хэрроу уйти и предупреждают Хонсу, что заключат его в каменную тюрьму, если он снова злоупотребит своими силами. Спектор встречает Лейлу, которая предлагает ему помощь и ведёт на встречу с Антоном Могартом, её старым другом, который может помочь им найти могилу Амат. Однако во время встречи появляется Хэрроу и разрушает саркофаг Могарта. Спектор и Лейла бегут в пустыню. Спектор отдаёт контроль над телом Гранту, тот собирает набор фрагментов из саркофага в древнюю карту звёздного неба, но она устарела на две тысячи лет. Хонсу использует свою силу, чтобы ненадолго привести ночное небо в соответствие карте, позволяя Гранту и Лейле найти могилу Амат. Однако затем другие боги заключают Хонсу в каменную тюрьму. |                                                 |                               | |                |
| 4 | «The Tomb» «Гробница»                           | Джастин Бенсон и Аарон Мурхед | Алекс Минихан, Питер Кэмерон и Сабир Пирзада                                                         | 20 апреля 2022 |
| Стивен и Лейла убегают от людей Хэрроу. Грант решает не отдавать тело Марку. Они достигают гробницы Амат и находят вход. Стивен объясняет Лейле, почему Марк отталкивает её, и они целуются. Войдя внутрь, герои исследуют гробницу. На них нападает шакал, Лейла его убивает и встречает Хэрроу. Тот рассказывает ей, что Марк был причастен к убийству отца Лейлы. Тем временем Стивен находит давно потерянную гробницу Александра Македонского. Снова встретив Лейлу и услышав её обвинения в адрес Марка, он отдаёт Марку тело. Тот рассказывает, что много лет назад у него был напарник, из жадности убивший многих археологов, включая её отца, и ранивший самого Марка. Появляются Хэрроу и его люди, завязывается схватка. Марк просыпается в психиатрической больнице, видит в Лейле пациента, а в Хэрроу — психиатра, находит фигурку воина в плаще. Он убегает и прячется в комнате. Услышав крики изнутри саркофага, Марк открывает его и видит, что внутри заперт Стивен. Герои начинают задаваться вопросом, как они могут разговаривать друг с другом физически. Они решают вместе сбежать из больницы, но встречают гигантского бегемота. |                                                 |                               | |                |
| 5 | «Asylum» «Психбольница»                         | Мохамед Диаб                  | Ребекка Кирш и Мэттью Ортон                                                                          | 27 апреля 2022 |
| Спектора бросает между двумя разными реальностями: он говорит с психотерапевтом доктором Хэрроу и взаимодействует с Грантом и с богиней Таурт. Она объясняет, что Спектор и Грант мертвы и что «больница» на самом деле находится внутри лодки, плывущей по Дуату, подземному миру Египта. Таурт начинает взвешивать сердца Спектора и Гранта на Весах Справедливости, чтобы определить, будет ли им разрешено войти в тростниковое поле (египетский рай), но обнаруживает, что их сердца «неполноценны». Она советует героям помочь друг другу выявить скрытые воспоминания, вызывающие дисбаланс. Герои попадают в комнату, полную преступников, которых Спектор убил по приказу Хонсу. Грант видит воспоминание, в котором молодой Спектор и его младший брат Рэндалл оказались в ловушке в затопленной пещере, последний утонул, а мать Марка обвинила его в смерти брата. Спектор показывает Гранту, как он стал аватаром Хонсу. Таурт объясняет, что многие души из живого мира отправляются в загробную жизнь раньше времени. Спектор и Грант убеждают богиню помочь им вернуться в мир живых, чтобы остановить Хэрроу, и она направляет лодку к Вратам Осириса. Доктор Хэрроу убеждает Спектора, что он должен полностью открыться Гранту, и Марк рассказывает, что неосознанно создал Стивена, когда мать избивала его, а сейчас мать мертва. Грант и Спектор приходят к соглашению, но их весы всё ещё не уравновешиваются, из-за чего лодку атакуют враждебные духи. Они отбиваются от духов, но Грант падает за борт, и его поглощают пески Дуата. Затем весы уравновешиваются, и Спектор оказывается в Тростниковом поле. |                                                 |                               | |                |
| 6 | «Gods and Monsters» «Боги и монстры»            | Мохамед Диаб                  | Сюжет : Даниэль Иман и Джереми Слейтер Телесценарий : Джереми Слейтер, Питер Кэмерон и Сабир Пирзада | 4 мая 2022     |
| Таурт велит Лейле найти и освободить Хонсу, чтобы он мог оживить Спектора. Хэрроу использует силу Амат, чтобы убить аватаров других египетских богов. Затем он освобождает богиню, которая делает его своим новым аватаром. Лейла находит ушабти Хонсу и освобождает его. Она отказывается стать его новым аватаром, бог противостоит Амат в одиночку и терпит поражение. Тем временем Спектор отказывается оставаться в Тростниковом поле один и решает вернуться в Дуат, чтобы спасти Гранта. С помощью Таурт оба сбегают через Врата Осириса и пробуждаются в своём теле. Хонсу чувствует их возвращение и исцеляет их тело, возвращая свою силу. Лейла узнаёт, что Амат можно победить, если несколько аватаров богов заточат её в смертное тело. Лейла становится аватаром Таурт. Хэрроу, Амат и их последователи начинают судить всех в Каире, пока не прибывают Спектор / Грант, Лейла и Хонсу. Хэрроу побеждает Спектора / Гранта, но они отключаются и приходят в себя, видя жестоко избитого Хэрроу. Спектор, Лейла и другие аватары заточают Амат в тело Хэрроу, и Хонсу убеждает Марка убить их, но тот отказывается и требует от Хонсу освобождения от службы. Спектор / Грант снова оказываются в воображаемой лечебнице, а затем просыпаются дома.В сцене после титров неизвестный похищает Хэрроу из психиатрической больницы и заводит в лимузин, где его встречает Хонсу. Последний объявляет третью личность Спектора — Джейка Локли, который убивает Хэрроу. |                                                 |                               | |                |

## Производство

### Разработка
Второй сезон телесериала «Блэйд» должен был представить Марка Спектора / Лунного рыцаря с последующим спин-оффом о персонаже, но продолжение сериала и спин-офф были отменены в сентябре 2006 года. В октябре того же года Marvel Studios в партнёрстве с No Equal Entertainment начала работу над самостоятельным телесериалом, посвящённым Лунному рыцарю. К 2008 году Marvel наняла Джона Кукси для разработки сериала, который тоже был отменён. В январе 2017 года Джеймс Ганн, сценарист и режиссёр фильмов о Стражах Галактики, рассказал, что подал Marvel идею о фильме про Лунного рыцаря, но у него не было времени для работы над проектом. В апреле 2018 года президент Marvel Studios Кевин Файги подтвердил намерение ввести Лунного рыцаря в Кинематографическую вселенную Marvel (КВМ), но задался вопросом: «Означает ли [наше намерение], что [персонаж появится] через пять, десять или пятнадцать лет?».
В августе 2019 года Кевин Файги объявил на выставке D23, что сериал о Лунном рыцаре разрабатывается для стриминг-сервиса Disney+. В ноябре того же года Джереми Слейтер был нанят в качестве главного сценариста и исполнительного продюсера. В октябре 2020 года в качестве режиссёра четырёх эпизодов и исполнительного продюсера был нанят Мохамед Диаб. В январе 2021 года к проекту присоединился режиссёрский дуэт Джастина Бенсона и Аарона Мурхеда для постановки двух оставшихся эпизодов. Файги, Луис Д’Эспозито, Виктория Алонсо, Брэд Уиндербаум и Грант Кёртис стали исполнительными продюсерами вместе с Оскаром Айзеком. На этом этапе стало известно, что сериал будет состоять из шести эпизодов по 40-50 минут.
В феврале 2021 года Файги заявил, что некоторые сериалы, в том числе «Лунный рыцарь» и «Женщина-Халк: Адвокат», разрабатывались с возможностью создания дополнительных сезонов, в отличие от таких проектов, как «Ванда/Вижн» (2021), которые разрабатывались как мини-сериалы с продолжениями в полнометражных фильмах. Год спустя Айзек назвал «Лунного рыцаря» мини-сериалом, в то время как Диаб надеялся на продление сериала.

### Сценарий
Сценаристами сериала стали Майкл Кастелин, Бо ДеМайо, Питер Кэмерон, Сабир Пирзада, Алекс Минихан, Ребекка Кирш, Мэттью Ортон и Даниэль Иман, причём с ними консультировался археолог, специализирующийся на египетских гробницах. Файги сравнил сериал с франшизой об Индиане Джонсе. Слейтер, по его словам, хотел рассказать в «Лунном рыцаре» «тёмную, сложную историю», смешанную с «большой, весёлой, сверхъестественной магией в стиле Amblin»; при этом Marvel Studios работала с Disney+, чтобы сделать Лунного рыцаря более жестоким, чем в других проектах.
Файги назвал уникальной составляющей сценария психическое заболевание Спектора, связанное с его психологической травмой:54. Считается, что сериал опирается на более современные интерпретации персонажа в комиксах, касающиеся диссоциативного расстройства идентичности, из-за которого Спектор теряет чувство времени, переключаясь между разными личностями. Сценаристов вдохновили комиксы Джеффа Лемира и Грега Смоллвуда. Исполнительный продюсер Грант Кёртис отметил, что в сериале исследуется идентичность и «поиск своего истинного „я“» и что Спектор постарается «согласовать части [своего] прошлого, настоящего и потенциального будущего, с которыми [он] не обязательно согласен». Айзек полагал, что сериал будет «эмпирическим» для зрителей, чтобы они могли соприкоснуться с «психологическим ужасом незнания происходящего и медленным раскрытием правды». Слейтер добавил, что креативщики серьёзно подошли к представлению сериала о психическом здоровье, исследуя болезнь и стремясь к тому, чтобы «Лунный рыцарь» имел позитивное изображение и посыл о психическом здоровье. Он сказал, что в сериале не будут широко представлены аспекты Лунного рыцаря из комиксах, где он был плейбоем и филантропом, поскольку эта версия персонажа сравнивалась с персонажем DC Comics Бэтменом, и Слейтер не хотел этого сравнения в сериале. Слейтер добавил, что изучение психического здоровья персонажа позволило ему стать чем-то большим, чем «клоном Бэтмена с изменённой палитрой», и что Лунный рыцарь был «собственным злейшим врагом во многих отношениях». Айзек считал, что «Лунный рыцарь» - «первое настоящее исследование персонажа Marvel» со времён фильма «Железный человек», а Кёртис сравнил Спектора со Старком, который «начал всё с нуля». На ранних этапах разработки Стивен Грант должен был стать Лунным рыцарем, в то время как Спектору достался бы мистер Найт, но в процессе их личности перемешались.
Помимо всего прочего, из комиксов сценаристы позаимствовали образы египетских богов, один из которых, Хонсу, манипулирует Спектором. Согласно хронологии КВМ, действие сериала происходит в начале 2025 года, но Кёртис заметил отсутствие связей с другими проектами франшизы. По словам Диаба, при создании сериала команда поняла, что история персонажа «настолько сложная с точки зрения психологии» и увлекательная, что они просто не видели нужды в ссылках на КВМ. По мнению Айзека, в сериале «самое важное — это эмоциональная правда по отношению к происходящему», а не привязка к основной вселенной. Частично действие «Лунного рыцаря» происходит в Лондоне, хотя в комиксах и в большинстве проектов KBM герой большую часть времени проводит в Нью-Йорке.

### Подбор актёров
В октябре 2020 года Оскар Айзек начал переговоры о роли Марка Спектора и в январе 2021 года, как сообщалось, его взяли на роль; Marvel Studios официально подтвердила кастинг в мае того же года. По мнению Ричарда Ньюби из The Hollywood Reporter, предшествовавшие этому актёрские работы Айзека могли привлечь аудиторию, незнакомую со Спектором, а латиноамериканское происхождение актёра позволяет рассматривать вопрос религии с разных точек зрения и не следовать комиксам, где Спектор — еврей с европейской внешностью.
В январе 2021 года Мэй Каламави получила «ключевую роль» Лейлы Эль-Фаоли, а Итан Хоук — роль Артура Хэрроу, главного злодея сериала. В комиксах есть персонаж по имени Артур Хэрроу, но Хоук объяснил, что версия в «Лунном рыцаре» в основном является оригинальным образом:54, включающим черты Короля-Солнца и Утренней звезды:54. Хоук, по его словам, наслаждался во время съёмок творческой свободой. В июле 2021 года Гаспар Ульель присоединился к проекту в роли Антона Могарта / Полуночного человека; эта роль стала для него одной из последних, так как актёр погиб 19 января 2022 года. Энн Акинджирин и Дэвид Гэнли сыграли офицеров полиции и последователей Хэрроу Бобби Кеннеди и Билли Фитцджеральда соответственно.
После выхода первого трейлера в январе 2022 года стало известно, что Люси Теккерей играет Донну, а в феврале — что Ф. Мюррей Абрахам будет озвучивать Хонсу. В марте 2022 года стало известно, что Рей Лукас играет Элиаса Спектора, отца Марка, Фернанда Андранде — Венди Спектор, матери Марка, Саффрон Хокинг — Дилана, Шон Скотт — Кроули, Диана Бермудес — Ятциль, а София Дану и Саба Мубарак — Амат. Египетские актёры исполнили небольшие роли египтян.

### Дизайн
Стефания Челла участвовала в проекте как художник-постановщик, а Меган Касперлик — как художник по костюмам. Костюм Лунного рыцаря состоит из доспеха и древнеегипетских повязок с иероглифическими символами на плаще.
Финальные титры были выполнены компанией Perception. Фаза Луны в титрах каждого эпизода меняется, начиная с полумесяца в первом эпизоде и прогрессируя с каждым новым эпизодом до состояния полнолуния.

### Съёмки
Съёмки, изначально должны были начаться 16 ноября 2020 года и продлиться 26 недель, но их перенесли из-за пандемии COVID-19 на март 2021 года. Они начались в конце апреля в Венгрии. Сериал снимался под рабочим названием «Честность» (Good Faith). Режиссёрами стали Диаб, Бенсон и Мурхед, Грегори Миддлтон работал оператором для Диаба, а Эндрю Дроз Палермо — для Бенсона и Мурхеда. Отдельные локации использовались в качестве лондонских декораций — в частности улицы Брикстона и Сохо.
Помимо Венгрии, съёмки проходили в Словении и в пустыне Вади-Рам в Иордании, в начале октября 2021 года они переместились в Атланту, Джорджия, и закончились к 14 октября. Диаб привнёс в сериал арабскую аутентичность (например, включил правильный текст молитвы над магазином):54. Хоук одобрил назначение Диаба режиссёром, так как тот подошёл к процессу не как американец, а как человек, выросший в Египте. Частично предполагалось снимать сериал и в этой стране, но от таких планов отказались из-за климата и цензуры.
К середине ноября 2021 года закончились и дополнительные съёмки. Они прошли заметно быстрее, чем в других проектах Marvel Studios, благодаря репетициям и предварительным обсуждениям.

### Пост-продакшн
Ахмед Хафез стал монтажёром третьего и четвёртого эпизодов, Джоан Собель — второго и пятого, а Седрик Нэйрн-Смит — первого и шестого. Визуальные эффекты создали компании Framestone, Image Engine, Mammal Studios, Weta Digital и Zoic Studios. Учитывая важную роль в сюжете диссоциативного расстройства идентичности, в титры каждого эпизода были добавлены сообщения, призывающие зрителей посетить сайт организации NAMI, чтобы узнать больше об этой болезни.

## Музыка
К началу марта 2022 года египетский композитор Хешам Назих написал музыку для сериала, что стало его первым крупным проектом на английском языке. Диаб выбрал Назиха, потому что его работа «охватывает подлинные египетские элементы в очень современной манере» и помогает разрушить стереотипные представления о Египте. Диаб описал её как «прекрасную партитуру, египетскую, но в своей основе интернациональную, универсальную». В саундтреке использовалась смесь старых и новых песен, чтобы он не выглядел архаичным. Трек из финальных титров «Moon Knight», написанный Назихом, был выпущен в качестве сингла в цифровом формате лейблами Marvel Music и Hollywood Records 30 марта 2022 года. Полный альбом саундтреков сериала был выпущен в цифровом формате 27 апреля 2022 года.

## Маркетинг
Первые кадры из сериала были показаны в День Disney+ 12 ноября 2021 года. Первый трейлер вышел 17 января 2022 года во время плэй-офф Американской футбольной лиги; Джеймс Уитбрук из Gizmodo отметил, что костюм главного героя повторяет версию из комиксов, «хотя и выглядит более текстурированным». Ричард Ньюби из The Hollywood Reporter посчитал, что трейлер пользуется отсутствием у широкой аудитории знаний о персонаже, сохраняя ощущение таинственности. У этого критика сложилось ощущение, что «Лунный рыцарь» станет одним из самых мрачных и оригинальных проектов Marvel Studios, и его в этом поддержали Аарон Коуч и Борис Кит. Британский акцент Стивена Гранта получил неоднозначные отзывы, и сам Айзек высмеял это в видео, где он и Хоук реагировали на трейлер. Айзек позже сказал, что акцент был намеренно неубедительным. За 24 часа трейлер просмотрели более 75 миллионов раз, что стало вторым результатом для трейлеров к сериалам Marvel Studios на Disney+ (после «Сокола и Зимнего солдата»). Его социальная активность в 263 000 упоминаний стала самой высокой среди всех сериалов Disney+ от Marvel для первого выпуска контента.
13 февраля, во время Супербоула LVI, в эфир вышел дополнительный трейлер, в котором сохранялась таинственная атмосфера. Бен Ф. Сильверио из /Film написал, что кадры плаща Лунного рыцаря, «развёрнутого в форме полумесяца», и персонажа, ловящего своё оружие в форме луны, были самыми «крутыми». По данным RelishMix, трейлер набрал 9,49 миллиона просмотров за 24 часа на Facebook, Twitter, YouTube и Instagram.
Начиная с 1 апреля 2022 года, в продвижении сериала участвовала мерчендайзинг-программа «Marvel Must Haves», которая представляла игрушки, книги, одежду, предметы декора и прочие товары, связанные с «Лунным рыцарем», после выхода каждого нового эпизода. В каждой серии появлялись QR-коды, позволявшие зрителям получить свободный доступ к электронным версиям комиксов о Лунном рыцаре. Так, в первой, второй, третьей и четвёртой сериях есть ссылки на комиксы «Ночной оборотень» № 32 и № 33, «Лунный рыцарь» № 3 и «Вселенная Икс» № 6 соответственно.

## Показ
Премьеный поках «Лунного рыцаря» начался на Disney+ 30 марта 2022 года и закончился 4 мая. Специальные показы состоялись 16 марта в Мадриде в Cine Capitol, 17 марта в Британском музее в Лондоне и 22 марта в театре Эль-Капитан в Лос-Анджелесе. Проект стал частью Четвёртой фазы КВМ.

## Реакция

### Отзывы критиков
| Графики недоступны из-за технических проблем. См. информацию на Фабрикаторе и на mediawiki.org. - «Лунный рыцарь» (2022): Процент положительных отзывов на сайте Rotten Tomatoes |

На сайте-агрегаторе обзоров Rotten Tomatoes рейтинг сериала составляет 86 % со средней оценкой 7,65/10. Консенсус критиков гласит: «Развлекательная ценность сериала может меняться по мере выхода новых серий, но в конечном счёте „Лунный рыцарь“ занимает довольно приятное — и освежающе странное — место на небосводе КВМ». Metacritic, который использует средневзвешенное значение, присвоил сериалу 69 баллов из 100, что указывает на «в целом положительные отзывы».
Мэтт Уэбб Митович из TVLine дал первым четырём эпизодам оценку «A-», отметив, что «сериал разрушает и порой превосходит всякие ожидания зрителей», похвалив непредсказуемый ход событий и сравнив его с другими проектами Marvel Studios на Disney+, которые рассказывали об узнаваемых персонажах. Митович высоко оценил визуальный стиль «Лунного рыцаря» и игру актёров, в частности Айзека. Дэниел Д’Аддарио из Variety верит, что «свежесть» сериала помогает преодолеть чувство страха, которое вызывают другие проекты КВМ, и что проект «будет интересен в том числе людям за пределами фандома». Д’Аддарио похвалил актёрскую игру Айзека и Хоука и смелость Marvel Studios в плане выхода за рамки, заметил, что в середине сериал «немного затянут», но в конце четвёртого эпизода «начинается стремительное развитие событий». Джеймс Дайер в своём отзыве порталу Empire дал первым четырём эпизодам четыре звезды из пяти возможных и заявил, что «Лунный рыцарь» — «дерзкое и безумное событие, доставляющее то сногсшибательное удовольствие, которым пропитаны „Соколиный глаз“ и „Локи“», и показывающее «нечто абсолютно отличное от всех изведанных проявлений КВМ». Однако он добавил, что «более масштабное повествование порой бывает менее увлекательно, чем раскрытие необычных персонажей».
Дэниел Финберг высказался о сериале с большей критикой, посчитав, что «он успешен скорее как актёрский курс Оскара Айзека, чем как супергеройский триллер». Финберг остался недоволен малым количеством экранного времени, уделённого Лунному рыцарю, и сделал вывод, что сериал «ощущается скорее не как телешоу, а как объяснение причин, почему зрителю со временем не захочется наблюдать за персонажем» при его взаимодействии с другими персонажами КВМ. При этом он высоко оценил изображение Диабом Египта. Обозреватель Rolling Stone Алан Сепинволл дал сериалу три звезды из пяти, похвалив игру Айзека, но посчитав, что «от проекта почти нечего ожидать». Сепинволл почувствовал интерес после финала четвёртого эпизода, поскольку там история больше отталкивается от «присущей персонажу мрачности», но не ждал много от развязки, так как финалы предыдущих сериалов КВМ от Disney+ его разочаровали. По мнению критика, история персонажа «в теории намного интереснее, чем на практике».
Когда показ сериала завершился, Ричард Ньюбай из The Hollywood Reporter написал, что сериал кажется «наиболее недосказанным в плане экспозиции» по сравнению с другими проектами КВМ. Он отметил, что финальный эпизод заставляет зрителей хотеть большего, в особенности раскрытия некоторых сюжетных арок. Ньюбай предположил, что если бы в «Лунном рыцаре» было больше серий, он мог бы прийти к более логичному завершению и раскрыть персонажа как часть КВМ.

### Награды и номинации
| Награда                                                | Дата церемонии вручения | Категория                                                                                                 | Получатель(-и) | Результат | Прим.   |
| ------------------------------------------------------ | ----------------------- | --- | --- | --------- | ------- |
| Кинонаграда MTV                                        | 5 июня 2022             | «Лучший киногерой»                                                                                        | Оскар Айзек | Номинация | [ 120 ] |
| Молодежная премия                                      | 21 июля 2022            | «Любимый актёр»                                                                                           | Оскар Айзек | Номинация | [ 121 ] |
| Телевизионные награды Голливудской ассоциации критиков | 14 августа 2022         | «Лучший актёр в потоковом ограниченном или антологическом сериале или фильме»                             | Оскар Айзек | Номинация | [ 122 ] |
| Телевизионные награды Голливудской ассоциации критиков | 14 августа 2022         | «Лучший актёр второго плана в потоковом ограниченном или антологическом сериале»                          | Итан Хоук | Номинация | [ 122 ] |
| Телевизионные награды Голливудской ассоциации критиков | 14 августа 2022         | «Лучший сценарий в ограниченном потоковом сериале или антологии»                                          | Джереми Слейтер (за эпизод «The Goldfish Problem») | Номинация | [ 122 ] |
| Прайм-тайм премия «Эмми» в области творческих искусств | 3-4 сентября 2022       | «Выдающаяся операторская работа в ограниченном или антологическом сериале или фильме»                     | Грегори Миддлтон (за эпизод «Asylum») | Номинация | [ 123 ] |
| Прайм-тайм премия «Эмми» в области творческих искусств | 3-4 сентября 2022       | «Выдающиеся костюмы в жанре фэнтези / научной фантастики»                                                 | Меган Касперлик, Мартин Мандевиль, Ричард Дэвис и Уилберт Гонсалес (за эпизод «Gods and Monsters») | Номинация | [ 123 ] |
| Прайм-тайм премия «Эмми» в области творческих искусств | 3-4 сентября 2022       | «Выдающаяся музыкальная композиция для ограниченного или антологического сериала, фильма или спецвыпуска» | Хешам Назих (за эпизод «Asylum») | Номинация | [ 123 ] |
| Прайм-тайм премия «Эмми» в области творческих искусств | 3-4 сентября 2022       | «Лучшее озвучивание персонажа»                                                                            | Мюррей Абрахам (за эпизод «The Friendly Type») | Номинация | [ 123 ] |
| Прайм-тайм премия «Эмми» в области творческих искусств | 3-4 сентября 2022       | «Выдающийся монтаж звука для ограниченного или антологического сериала, фильма или спецвыпуска»           | Бонни Уайлд, Мак Смит, Кимберли Патрик, Ванесса Лапато, Мэтт Хартман, Тереза Эктон, Тим Фаррелл, Лео Марсил, Джоэль Раабе, Йен Чейз, Анеле Ониквере, Стефани Лоури, Карл Силоув, Дэн О’Коннелл и Джон Куччи (за эпизод «Gods and Monsters») | Победа    | [ 123 ] |
| Прайм-тайм премия «Эмми» в области творческих искусств | 3-4 сентября 2022       | «Выдающееся звуковое микширование для ограниченного или антологического сериала или фильма»               | Бонни Уайлд, Скотт Р. Льюис, Чаба Тамаш и Скотт Майкл Смит (за эпизод «Gods and Monsters») | Номинация | [ 123 ] |
| Прайм-тайм премия «Эмми» в области творческих искусств | 3-4 сентября 2022       | «Выдающаяся координация трюков»                                                                           | Оливье Шнайдер и Ив Жирар | Номинация | [ 123 ] |
| Прайм-тайм премия «Эмми» в области творческих искусств | 3-4 сентября 2022       | «Выдающееся исполнение трюков»                                                                            | Дарен Ноп, Жамель Блиссат, Эстель Дарно и Сара Леаль (за эпизод «Gods and Monsters») | Номинация | [ 123 ] |
| «Сатурн»                                               | 25 октября 2022         | «Лучшая телепостановка»                                                                                   | «Лунный рыцарь» | Номинация | [ 124 ] |
| «Сатурн»                                               | 25 октября 2022         | «Лучшая мужская роль в потоковом телевизионном сериале»                                                   | Оскар Айзек | Победа    | [ 124 ] |
| «Сатурн»                                               | 25 октября 2022         | «Лучший телеактёр второго плана»                                                                          | Итан Хоук | Номинация | [ 124 ] |
| People’s Choice Awards                                 | 6 декабря 2022          | «Мужская телезвезда 2022 года»                                                                            | Оскар Айзек | Номинация | [ 125 ] |
| People’s Choice Awards                                 | 6 декабря 2022          | «Научно-фантастическое шоу 2022 года»                                                                     | «Лунный рыцарь» | Номинация | [ 125 ] |
| Суперпремия «Выбор критиков»                           | 16 марта 2023           | «Лучшая мужская роль в супергеройском сериале»                                                            | Оскар Айзек | Номинация | [ 126 ] |
| Суперпремия «Выбор критиков»                           | 16 марта 2023           | «Лучший злодей в сериале»                                                                                 | Итан Хоук | Номинация | [ 126 ] |

Marvel Studios и Disney планировали номинировать «Лунного рыцаря» на прайм-таймовую премию «Эмми» в категориях, связанных с мини-сериалами, как было с «Соколиным глазом». В мае 2022 года, когда вышел последний эпизод, в промо-кампании в Твиттере он был назван «финалом сериала», однако позже пост был удалён. По мнению Клейтона Дэвиса из Variety, это могло заставить Американскую телевизионную академию исключить «Лунного рыцаря» из мини-сериальных категорий, заставив таким образом номинировать сериал как драматический, как в случае с «Локи». Несмотря на это, Дэвис сказал, что «Лунного рыцаря» всё ещё планируется номинировать как мини-сериал.

## Документальный выпуск
В феврале 2021 года было объявлено о документальном телесериале-антологии «Marvel Studios: Общий сбор». В каждой серии о создании фильмов и телесериалов КВМ рассказывают актёры и съёмочная группа. Специальный документальный эпизод, посвящённый сериалу «Лунный рыцарь», вышел на Disney+ 25 мая 2022 года.

## Будущее
В ноябре 2019 года Файги заявил, что после дебюта в собственном сольном сериале Лунный рыцарь появится в фильмах КВМ. В марте 2022 года Диаб рассказал, что персонаж, по его мнению, мог бы быть частью КВМ в течение следующих 10 лет, и выразил надежду на появление сольного фильма о Лунном рыцаре. На момент премьеры сериала Айзек не подписывался на возвращение персонажа в будущих проектах. Диаб в апреле 2022 года выразил готовность провести съёмки потенциального второго сезона в Египте. Айзек заявил, что готов вернуться, «если будет история, которая действительно имеет смысл», а Мэй Каламави и Итан Хоук тоже выразили заинтересованность в возвращении.